# 史葛·麥當勞
史葛·杜格拉斯·麥當勞（英語：Scott Douglas McDonald，1983年8月21日—）是一名澳洲職業足球員，擔任前鋒，曾是澳洲國家足球隊代表。

## 球員生涯

### 球會
些路迪
2007年3月30日，蘇超傳統勁旅些路迪成功從另一蘇超球會马瑟韦尔收購麥當勞，轉會費估計為70萬英鎊，合約為期三年，另球會有選擇權延長多一年。麥當勞加盟些路迪後首個球季為球會於各項賽比賽共入31球
2008年6月17日，由於麥當勞加盟些路迪後表現出色，獲球會提供一份新的五年合約。
米杜士堡
2010年2月1日，英冠球會米杜士堡以350萬英鎊轉會費從蘇超些路迪收購麥當勞。
2013年7月22日，傳媒報導麥當勞與米杜士堡達成協議提前解約。
米禾爾
2013年7月23日，英冠球會米尔沃尔與剛回復自由身29歲的麥當勞簽下兩年合約。

## 榮譽
些路迪
- 蘇超冠軍：2007/08年；
- 蘇格蘭聯賽盃冠軍：2008/09年；

個人
- 蘇超神射手：2007/08年；

## 外部連結
- 足球数据库：史葛·麥當勞的球员统计数据
- 些路迪 史葛·麥當勞檔案
- FFA - Socceroos 史葛·麥當勞檔案（页面存档备份，存于）